# Jan Stradomski
Jan Stradomski (ur. 1974) – polski uczony, filolog slawista, bułgarysta, kulturoznawca. 

## Życiorys
Ukończył studia w Instytucie Filologii Słowiańskiej Uniwersytetu Jagiellońskiego, uzyskując dyplom magistra (1998), następnie, w latach 1998–2002, odbył studia doktoranckie na Wydziale Filologicznym tej uczelni. W 2002 roku obronił pracę doktorską pod tytułem: Bałkany w piśmiennictwie polemicznym I. Rzeczypospolitej (promotor: Aleksander Naumow). W 2016 rok uzyskał stopień doktora habilitowanego.

## Prace
Zajmuje się literaturoznawstwem i kulturoznawstwem, a w szczególności dawnymi tekstami powstałymi w obrębie kultury prawosławnej. Wydał dwie monografie i kilkadziesiąt artykułów.

## Książki
- Spory o „wiarę grecką" w dawnej Rzeczypospolitej, Kraków 2003.
- Rękopisy i teksty. Studia nad cerkiewnosłowiańską kulturą literacką Wielkiego Księstwa Litewskiego i Korony Polskiej do końca XVI w., (Krakowsko-Wileńskie Studia Slawistyczne 10), Kraków 2014.